# Geocenamus tenuidens
Geocenamus tenuidens är en rundmaskart. Geocenamus tenuidens ingår i släktet Geocenamus, och familjen Dolichodoridae. Arten är reproducerande i Sverige.